# ヴィシェスラヴァ・ヤロスラヴナ
ヴィシェスラヴァ・ヤロスラヴナ（ロシア語: Вышеслава Ярославна、ポーランド語: Wyszesława Halicka（ハールィチのヴィシェスラヴァ）、1158年頃 - ? ）は12世紀後半のルーシの公女である。ガーリチ公ヤロスラフとその妻オリガとの間の娘であるとする説と、ヤロスラフ・オリガの息子のウラジーミルの娘とする説がある。
1187年、ポーランド大公ミェシュコ3世の長男・オドンと結婚した。オドンとの間には、後にヴィエルコポルスカ公となるヴワディスワフらが生まれた。1194年にオドンが死亡した後、ヴィエルコポルスカ公領の都市・プシェメント（Przemęt）を受領した。以降の消息は不明である。

## 子女
- ヴワディスワフ - ヴィエルコポルスカ公
- オドン - マクデブルク司教
- リクサ(pl)

また、いくつかの史料において、グダニスク公シフィエントペウク2世の妻となった女性・エウフロジナ（Eufrozyna）も娘と記されているが、現在の系譜学ではそれは否定されている。